# Harper Kamp
Harper James Kamp (Mesa, 3 settembre 1988) è un cestista statunitense con cittadinanza tedesca.